# Ray Lewis (athlétisme)
Pour les articles homonymes, voir Ray Lewis et Lewis.
Raymond « Ray » Gray Lewis (né le 8 octobre 1910 à Hamilton et décédé le 15 novembre 2003 dans la même ville) est un athlète canadien spécialiste du 400 mètres. Il mesurait 1,86 m pour 74 kg.

## Biographie

### Palmarès
| Date | Compétition           | Lieu        | Résultat | Performance  |
| ---- | --------------------- | ----------- | -------- | ------------ |
| 1932 | Jeux olympiques d'été | Los Angeles | 3e       | 3 min 12 s 8 |

### Records
| Épreuve    | Performance | Lieu | Date |
| ---------- | ----------- | ---- | ---- |
| 400 mètres | 48 s 5y     |      | 1934 |